# Vincenzo Comunale
Vincenzo Comunale (Napoli, 23 gennaio 1996) è un comico e autore televisivo italiano.

## Biografia
Napoletano classe 1996, ha studiato recitazione dall'età di tredici anni e diventa ben presto uno dei comici più giovani d'Italia. Nel 2012 ha partecipato al laboratorio di cabaret "Officina dei comici" e nel 2013 entra a far parte del gruppo/trasmissione TV KomiKamente, esibendosi stabilmente per quattro anni al teatro Diana di Napoli come monologhista comico.
Si mette in risalto vincendo diversi festival nazionali di comicità, come il Premio Massimo Troisi e il Premio Charlot, arriverà in finale alla XX edizione del festival nazionale BravoGrazie – La Champions league della comicità nella sua ultima edizione (2014).
Dal 2015 si è trasferito a Roma e ha cominciato a frequentare serate di stand up comedy, in particolare presso il Cocktail Comedy Club (Oppio Caffè). Dallo stesso anno ha frequentato anche i laboratori Zelig di Roma, Salerno e Milano, che lo porteranno all'esordio televisivo nel 2016 con Zelig Event, in prima serata su Canale 5, condotto da Michelle Hunziker e Christian De Sica.
Nel 2017 si è laureato col massimo dei voti (110 e lode) presso l'Università degli Studi "Roma Tre", in DAMS (Discipline delle arti, della musica e dello spettacolo), curriculum in "Cinema, televisione e nuovi media" con una tesi sulla comicità e la rottura della quarta parete al cinema.
Tornato a Napoli ha fondato il collettivo di stand up comedy Allert' Comedy è ha cominciato a collaborare con Stand up Comedy Napoli e The Comedy Club.
Il sodalizio con Zelig prosegue con vari format su Zelig TV (2018) e trasmissioni come Zelig C-Lab, in onda su Comedy Central (2020-2021).
Nel 2019 è entrato a far parte del cast fisso di Battute?, in seconda serata su Rai 2, dove, assieme ad altri umoristi, commenta le notizie di attualità con battute o monologhi. Il programma è ideato da Giovanni Benincasa e condotto da Riccardo Rossi; in onda ogni settimana dal martedì al venerdì.
Da giugno 2021 è disponibile su Amazon Prime Video Italia un suo special; si tratta di un monologo di mezz'ora prodotto da Zelig Media Company e realizzato per la serie Italian Stand up. Lo special viene poi mandato in onda anche su Rai 5 ed è disponibile on-demand anche su RaiPlay. Nel 2021 è co-conduttore della trasmissione radiofonica Very Sabato, in onda tutte le settimane su Radio Marte.
Nello stesso anno è tornato in prima serata su Canale 5 per la nuova edizione di Zelig, condotta da Claudio Bisio e Vanessa Incontrada. È presente anche nelle successive edizioni (2022 e 2023), come parte del cast fisso del programma ed ottiene molti consensi in particolare con un pezzo sulla "statalizzazione della camorra". Successivamente partecipa anche a Le Iene, condotto da Teo Mammucari e Belen Rodriguez, come ospite per la rubrica "Pregiudizio Universale". 
Nell'agosto 2023, a soli ventisette anni, scelto dal direttore artico Lello Arena, porta in scena il suo spettacolo (Vincenzo Comunale Show, accompagnato per l'occasione anche da una band musicale) a Piazza del Plebiscito, a Napoli, dinnanzi ad oltre seimila spettatori.
Parallelamente all'attività da comico porta avanti quella di autore (sia di format comici che sceneggiature di video, principalmente per il web). In seguito agli studi in cinema realizza anche cortometraggi in veste di regista e sceneggiatore.
Nel novembre 2024 è stato attore protagonista dell'opera teatrale A pane e Troisi scritta e diretta da Anna Pavignano, co-sceneggiatrice dei film di Massimo Troisi, al suo debutto teatrale. A Febbraio 2025 torna ad esibirsi a Napoli con due date sold out presso "Casa della Musica" - Palapartenope, con un altro show inedito: A ruota libera show, in cui un'enorme ruota decide la scaletta dello spettacolo. Nel mese di aprile 2025 la rivista Forbes Italia lo ha inserito tra gli under 30 italiani che avranno maggiore impatto nel futuro per la categoria intrattenimento.
È autore, regista e interprete di vari one man show.

## Stile e influenze
Come interprete comico ha fin da subito scelto la strada del monologhista, ispirandosi ai celebri stand up comedians americani (tra quelli che predilige: Jim Carrey, Robin Williams, Woody Allen). Ha più volte dichiarato però che il suo più importante punto di riferimento ed idolo personale è Massimo Troisi; a cui si possono aggiungere le influenze di altri nomi italiani come Roberto Benigni e Gigi Proietti. È considerato una delle più interessanti tra le nuove voci della comicità italiana, fautore di un modo di fare stand up comedy irriverente ma allo stesso tempo delicato; un potenziale innovatore per la scena comica napoletana, «una ventata d'aria fresca».

## Spettacoli
- Quasi adulto (2016)
- Sono confuso, ma ho le idee chiare (2017)
- Titolo provvisorio (2019)
- Definitivo3 (2021)
- Definitivo3.ultimaversione.doc (2022-2023)
- Un'altra cosa (Comedy Central, 2023)
- Vincenzo Comunale show (2023, speciale live a Piazza del Plebiscito)
- Ant3prima (2024)
- A ruota libera show (2025, speciale live Palapartenope)

## Programmi televisivi
- Zelig Event (Canale 5, 2016)
- Zelig Time (ZeligTV, 2018)
- People From (ZeligTV, 2018)
- Battute? (Rai 2, 2019)
- Zelig C-Lab (Comedy Central, 2020-2021)
- Italian Stand up (Rai 5, 2021)
- Zelig (Canale 5, 2021-2023, 2025)
- Le Iene (Italia 1, 2022)
- Liberi tutti! (Rai 2, 2023)
- Mad in Italy (Rai 2, 2024)

## Radio
- Very Sabato (Radio Marte, 2021)

## Web
- Italian Stand up (Prime Video, 2021)
- Un'altra cosa (2023)
- Inoltrato Molte Volte (2023)

## Riconoscimenti
- Forbes Italia
  - 2025 – Inserimento tra gli under 30 italiani di maggiore impatto nel futuro nella categoria "Intrattenimento"[21]

Altri riconoscimenti
- 2014 – Premio Massimo Troisi[3]
- 2016 – Premio Charlot[4]